# Ficus petiolaris
Ficus petiolaris – gatunek rośliny z rodziny morwowatych. Pochodzi z Meksyku. Lokalne nazwy: tezcalamate, amate amarillo.

## Linki zewnętrzne

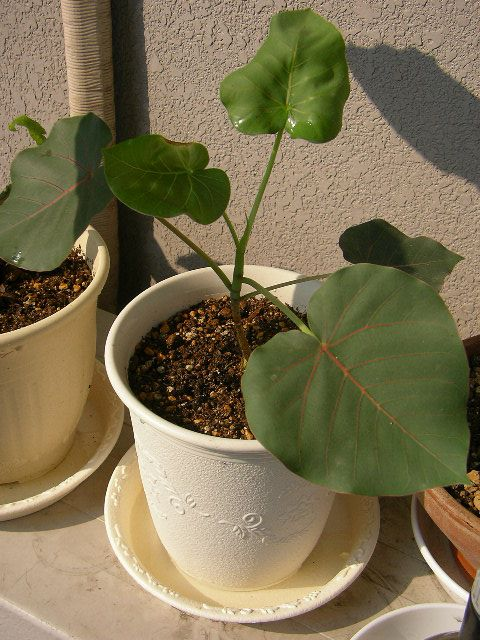
Liście

## Morfologia
PokrójDrzewo wieczniezielone, osiągające do 30 m wysokości. W uprawie do 8 m. Korona drzewa zaokrąglona.
Pień i gałęzieKora żółtawa, łuszcząca się. Szybko wypuszcza korzenie powietrzne.
LiścieSercowate, szerokie. Unerwienie początkowo różowe, z czasem żółtawe.
OwoceKuliste do gruszkowatych,